# Jan Långben som halvback
Jan Långben som halvback (även Jan Långben spelar rugby) (engelska: How to Play Football) är en amerikansk animerad kortfilm med Långben från 1944.

## Handling
Filmen är uppbyggd som en utbildningsfilm med Långben, som ska visa hur man spelar amerikansk fotboll. Lagen som tävlar heter "Taxidermy Tech" och "Anthropology A&M".

## Om filmen
Filmen hade svensk premiär den 23 april 1945 och visades som extrafilm till Min vän vargen (engelska: My Pal Wolf).

## Rollista
- Pinto Colvig – Långben[6]